# Olympische Sommerspiele 1900/Teilnehmer (Belgien)
| Silbermedaillen | Bronzemedaillen | 3. |
| --------------- | --------------- | -- |
| 5               | 5               | 5  |

Belgien nahm an den Olympischen Sommerspielen 1900 in Paris, Frankreich, mit einer Delegation von 64 Sportlern (allesamt Männer) an 31 Wettbewerben in zehn Sportarten teil. Es konnten offiziell zehn Medaillen (fünfmal Silber und fünfmal Bronze) gewonnen werden. Daneben konnten noch zwei Medaillen (Silber) in nichtolympischen Wettbewerben errungen werden. Jüngster Athlet war der Wasserballspieler Philippe Houben (19 Jahre und 68 Tage), ältester Athlet war der Reiter Georges Nagelmackers (54 Jahre und 343 Tage). Es war die erste Teilnahme an Olympischen Sommerspielen für das Land.

## Medaillengewinner

### Offizielle Medaillengewinner

#### Silber
| Emmanuel Foulon           | Bogenschießen | Sur la perche à la herse (Mastschießen)  |
| Hubert Van Innis          | Bogenschießen | Au cordon doré (33 m - Scheibenschießen) |
| Hubert Van Innis          | Bogenschießen | Au chapelet (33 m - Scheibenschießen)    |
| Aimé Haegeman             | Reiten        | Springreiten                             |
| Constant van Langhendonck | Reiten        | Weitspringen                             |

#### Bronze
| Émile Druart          | Bogenschießen | Sur la perche à la herse (Mastschießen)  |
| Hubert Van Innis      | Bogenschießen | Au cordon doré (50 m - Scheibenschießen) |
| Georges van der Poele | Reiten        | Springreiten                             |
| Oscar de Cock         | Rudern        | Achter                                   |
| Marcel van Crombrugge | Rudern        | Achter                                   |
| Jules de Bisschop     | Rudern        | Achter                                   |
| Prospère Bruggeman    | Rudern        | Achter                                   |
| Maurice Hemelsoet     | Rudern        | Achter                                   |
| Frank Odberg          | Rudern        | Achter                                   |
| Oscar de Somville     | Rudern        | Achter                                   |
| Maurice Verdonck      | Rudern        | Achter                                   |
| Alfred van Landeghem  | Rudern        | Achter                                   |
| René Guyot            | Schießen      | Wurfscheibenschießen (Tontaubenschießen) |
| Jean de Backer        | Wasserball    | Ergebnis                                 |
| Victor de Behr        | Wasserball    | Ergebnis                                 |
| Henri Cohen           | Wasserball    | Ergebnis                                 |
| Fernand Feyaerts      | Wasserball    | Ergebnis                                 |
| Oscar Grégoire        | Wasserball    | Ergebnis                                 |
| Albert Michant        | Wasserball    | Ergebnis                                 |
| Victor Sonnemans      | Wasserball    | Ergebnis                                 |

#### Dritte
| Louis Glineux             | Bogenschießen | Sur la perche à la pyramide (Mastschießen) |
| Albert Delbecque          | Fußball       | Herren                                     |
| Raul Kelecom              | Fußball       | Herren                                     |
| Marcel Leboutte           | Fußball       | Herren                                     |
| Lucien Londot             | Fußball       | Herren                                     |
| Ernest Moreau de Melen    | Fußball       | Herren                                     |
| Eugène Neefs              | Fußball       | Herren                                     |
| Georges Pelgrims          | Fußball       | Herren                                     |
| Alphonse Renier           | Fußball       | Herren                                     |
| Émile Spannoghe           | Fußball       | Herren                                     |
| Eric Thornton             | Fußball       | Herren                                     |
| Hendrik van Heuckelum     | Fußball       | Herren                                     |
| Georges van der Poele     | Reiten        | Hochspringen                               |
| Charles Paumier du Verger | Schießen      | Armeegewehr 300 m, stehend                 |
| Paul van Asbroeck         | Schießen      | Armeegewehr 300 m, Dreistellungskampf      |

### Medaillengewinner nicht vom IOC anerkannter Wettbewerbe

#### Silber
| Hubert Van Innis     | Bogenschießen | Au cordon doré (50 m – Scheibenschießen) championat du monde |
| Georges Nagelmackers | Reiten        | Gespannfahren                                                |

## Teilnehmer nach Sportarten

### Bogenschießen
- Émile Druart
  - Sur la perche à la herse (Mastschießen)

Finale: Rang zwei
- Emmanuel Foulon
  - Sur la perche à la herse (Mastschießen)

Finale: Rang eins
- Louis Glineux
  - Sur la perche à la pyramide (Mastschießen)

Finale: Rang drei
- Hubert Van Innis
  - Au chapelet (33 m - Scheibenschießen)

Finale: Rang eins 
  - Au chapelet (50 m - Scheibenschießen)

Finale: Rang vier
  - Au cordon doré (33 m - Scheibenschießen)

Finale: Rang eins 
  - Au cordon doré (50 m - Scheibenschießen)

Finale: 29 Punkte, Rang zwei 
  - Au cordon doré (50 m – Scheibenschießen) championat du monde[1]

Finale: 16 Punkte, Rang zwei

### Fechten
- F. Després
  - Florett für Fechtmeister

Runde eins: ausgeschieden
- Hébrant
  - Säbel für Fechtmeiste

Halbfinale: Gruppe eins, fünf Duelle gewonnen - zwei verloren, Rang zwei, für das Finale qualifiziert
Finale: eins Duell gewonnen - sechs verloren, Rang acht
- Pierre Selderslagh
  - Florett für Fechtmeister

Halbfinale: Gruppe zwei, drei Duelle gewonnen - vier verloren, Rang fünf, nicht für das Finale qualifiziert
- Tony Smet
  - Degen für Amateure

Runde eins: Ergebnisse unbekannt
Runde zwei: Gruppe drei, ausgeschieden
  - Florett für Amateure

Runde eins: Kampf sieben, gegen Charles Guérin, für das Viertelfinale qualifiziert
Viertelfinale: Kampf sieben, gegen de Saint-Aignan, für das Halbfinale qualifiziert
Halbfinale: ausgeschieden in Gruppe eins (Rang acht), ein Duell gewonnen - sechs verloren
- Cyrille Verbrugge
  - Florett für Fechtmeister

Halbfinale: ausgeschieden in Gruppe eins (Rang sieben), ein Duell gewonnen - sechs verloren

### Fußball
Belgische Auswahl
- Ergebnisse
2:6 Niederlage gegen den Club Français Paris aus Frankreich
Torschützen: Hilaire Spannoghe, Hendrik van Heuckelum
- Kader
Marius Delbecque
Raul Kelecom
Marcel Leboutte
Lucien Londot
Ernest Moreau de Melen
Eugène Neefs
Gustave Pelgrims
Alphonse Renier
Hilaire Spannoghe
Eric Thornton[2]
Hendrik van Heuckelum[3]

### Radsport
- Vincent
  - Sprint

Runde eins: in Lauf neun (Rang zwei) für das Viertelfinale qualifiziert
Viertelfinale: ausgeschieden in Lauf fünf (Rang zwei), zwei Längen zurück

### Reiten
- Georges Chaudoir
  - Gespannfahren

Ergebnis unbekannt
- Aimé Haegeman
  - Jagdspringen

Finale: 2:16,0 Minuten, Rang eins
- Paul Lambert
  - Gespannfahren

Ergebnis unbekannt
- Georges Kryn
  - Jagdspringen

Ergebnis unbekannt
- Georges Nagelmackers
  - Gespannfahren

Finale: Rang eins
- Orban
  - Gespannfahren

Ergebnis unbekannt
- Georges Pauwels
  - Gespannfahren

Ergebnis unbekannt
- Gaston Saint-Paul de Sinçay
  - Gespannfahren

Ergebnis unbekannt
- Van Der Meulen
  - Weitsprung

Finale: Resultat unbekannt
- Georges van der Poele
  - Hochsprung

Finale: 1,70 Meter, Rang drei
  - Vorführen von Reitpferden[4]

Ergebnis unbekannt
  - Weitsprung

Finale: 2:17,6 Minuten, Rang zwei
- Charles Van Langhendonck
  - Jagdspringen

DNF
  - Weitsprung

Ergebnis unbekannt
- Constant van Langhendonck
  - Weitsprung

Finale: 6,10 Meter, Rang eins
- Étienne van Zuylen van Nyevelt
  - Gespannfahren

Ergebnis unbekannt

### Rudern
Achter
- Ergebnisse
Halbfinale: in Lauf eins (Rang zwei) für das Finale qualifiziert, 5:00,2 Minuten
Finale: 6:13,8 Minuten, Rang zwei
- Mannschaft
Jules de Bisschop
Prospère Bruggeman
Oscar de Cock
Marcel van Crombrugge
Maurice Hemelsoet
Frank Odberg
Oscar de Somville
Alfred van Landeghem, Steuermann
Maurice Verdonck

Zweier mit Steuermann
- Ergebnisse
Halbfinale: ausgeschieden in Lauf zwei (Rang drei), 7:00,4 Minuten
- Mannschaft
Prospère Bruggeman
Maurice Hemelsoet
Unbekannter Steuermann

### Schießen
Armeegewehr 300 m, Dreistellungskampf, Mannschaft
- Ergebnisse
Finale: 4.166 Punkte, Rang sechs
- Mannschaft
Joseph Baras
Jules Bury
Edouard Myin
Charles Paumier du Verger
Paul van Asbroeck

Armeerevolver 50 m, Mannschaft
- Ergebnisse
Finale: 1.823 Punkte, Rang vier
- Mannschaft
Pierre Eichhorn
Charles Lebègue
Victor Robert
Alban Rooman
Émile Thèves

Einzel
- Joseph Baras
  - Armeegewehr 300 m, Dreistellungskampf

Finale: 713 Punkte, Rang 30
Kniend: 210 Punkte, Rang 30
Liegend: 270 Punkte, Rang 28
Stehend: 233 Punkte, Rang 30
- Jules Bury
  - Armeegewehr 300 m, Dreistellungskampf

Finale: 821 Punkte, Rang 22
Kniend: 269 Punkte, Rang 24
Liegend: 270 Punkte, Rang 28
Stehend: 282 Punkte, Rang sieben
- Pierre Eichhorn
  - Armeerevolver 50 m

Finale: 345 Punkte, Rang 17
- Charles Lebègue
  - Armeerevolver 50 m

Finale: 318 Punkte, Rang 19
- Edouard Myin
  - Armeegewehr 300 m, Dreistellungskampf

Finale: 821 Punkte, Rang 23
Kniend: 249 Punkte, Rang 29
Liegend: 304 Punkte, Rang 13
Stehend: 265 Punkte, Rang 21
- Charles Paumier du Verger
  - Armeegewehr 300 m, Dreistellungskampf

Finale: 897 Punkte, Rang sechs
Kniend: 297 Punkte, Rang neun
Liegend: 302 Punkte, Rang 15
Stehend: 298 Punkte, Rang drei
- Victor Robert
  - Armeerevolver 50 m

Finale: 351 Punkte, Rang 16
- Alban Rooman
  - Armeerevolver 50 m

Finale: 405 Punkte, Rang 13
- Émile Thèves
  - Armeerevolver 50 m

Finale: 404 Punkte, Rang 14
- Paul van Asbroeck
  - Armeegewehr 300 m, Dreistellungskampf

Finale: 917 Punkte, Rang drei
Kniend: 308 Punkte, Rang vier
Liegend: 312 Punkte, Rang acht
Stehend: 297 Punkte, Rang vier

- René Guyot
Wurfscheibenschießen: Zweiter

### Schwimmen
- Hermand
  - 4000 Meter Freistil

Halbfinale: ausgeschieden in Lauf eins, Rennen nicht beendet (DNF)

### Turnen
- De Poorten
  - Einzelmehrkampf

Finale: 207 Punkte, Rang 99
- Michelet
  - Einzelmehrkampf

Finale: 192 Punkte, Rang 112

### Wasserball
Club de Natation de Bruxelles
- Ergebnisse
Viertelfinale: 2:0-Sieg gegen den Club Pupilles de Neptune de Lille I aus Frankreich
Halbfinale: 5:1-Sieg gegen den Club Libellule de Paris aus Frankreich
Finale: 2:7-Niederlage gegen den Osborne Swimming Club Manchester aus Großbritannien
- Mannschaft
Jean de Backer
Victor de Behr
Henri Cohen
Fernand Feyaerts
Oscar Grégoire
Albert Michant
Victor Sonnemans
Georges Romas[5]
Guillaume Séron[5]
Arthur Upton[5]